# Czełutaj (24 km)
Czełutaj (24 km) (ros. Челутай (24 км)) – osiedle w Rosji, w Buriacji, w rejonie zaigrajewskim. W 2010 liczyło 1053 mieszkańców.